# Fiskbæk (Malling Sogn)
 For alternative betydninger, se Fiskbæk. (Se også artikler, som begynder med Fiskbæk)
Fiskbæk er et mindre vandløb i Malling Sogn. Fiskbæk har sit udspring umiddelbart sydvest for Nyvej-bebyggelsen i Malling. Derfra flyder den mod sydøst og går først under Oddervej og derefter under Bækvej. Efter et parkområde dér passerer bækken under Odderbanen og løber sydpå. Nogle hundrede meter er den rørlagt, og den kommer først for dagen igen ved den nordlige ende af Pøel Skov. Her modtager den et mindre tilløb fra højre og bliver ledt under Synnedrupvej, Derfra fortsætter den mod syd i et naturligt, ureguleret forløb. Nordøst for Assedrup finder Fiskbæk sit udløb til venstre side af Rævså midt i de engdrag, som hedder Engelsmade.Det samlede vandløb løber ud i Norsminde Fjord.

## Note
1. ↑  På "SDFE-kortviser Topografisk kort 1980-2001". Klimadatastyrelsen. ses bækken benævnt "Fiskbæk" umiddelbart sydvest for lokaliteten Pøel.

56°01′18″N 10°11′45″Ø / 56.02162°N 10.19593°Ø